# Frederick Walker Pitkin
Frederick Walker Pitkin (31 de agosto de 1837 – 18 de dezembro de 1886) foi um político norte-americano que exerceu como o segundo governador do estado do Colorado, exercendo o cargo de 1879 até 1883. Era filiado ao Partido Republicano.

## Vida e carreira
Frederick Pitkin nasceu em Central Manchester, no estado de Connecticut. Formou-se com honras pela Universidade Wesleyan em 1858 e concluiu o curso de Direito na Escola de Direito de Albany em 1859. Após a graduação, mudou-se para Milwaukee, Wisconsin, onde fundou o escritório de advocacia Palmer, Hooker e Pitkin. Em 1872, devido a problemas de saúde, deixou o escritório e embarcou para a Europa em busca de tratamento.
Retornou aos Estados Unidos em 1874 e estabeleceu-se no sudoeste do Colorado, onde sua saúde se estabilizou. Lá, retomou sua carreira como advogado e passou a investir na indústria de mineração, fundando, ao lado de Milton Cline, a mina de fluoreto Michael “Micky” Breen, localizada na região do Engineer Pass.
Aproveitando seus contatos na indústria de mineração, anunciou sua candidatura ao governo do Colorado em 1878 e saiu vitorioso. Durante seus dois mandatos como governador (de 1879 até 1883), enfrentou várias crises importantes, incluindo o conflito entre as companhias ferroviárias Atchison, Topeka & Santa Fe e Denver & Rio Grande; a repressão à revolta dos índios Ute, que culminou na Batalha de Milk Creek ou Massacre de Meeker, em 1879; a declaração de lei marcial em 1880 durante a greve dos mineiros em Leadville. Em 1882, foi candidato ao Senado dos Estados Unidos, mas não obteve sucesso.
Após deixar o cargo público, mudou-se para Pueblo, Colorado, onde retomou a advocacia e seus negócios na mineração. Faleceu em Pueblo e foi inicialmente sepultado no Cemitério Riverside, em Denver. Posteriormente, seus restos mortais foram transferidos para o Cemitério Fairmount, também em Denver.
Pitkin era casado com Fidelia James, natural de Lockport, Nova York, com quem teve três filhos: Robert James Pitkin, Florence Pitkin e George Orrin Pitkin.

## Lugares nomeados em homenagem a Pitkin
- Condado de Pitkin
- Pitkin
- Pitkin Avenue, em Saguache
- Pitkin Street, em Fort Collins
- Pitkin Avenue, em Glenwood Springs
- Pitkin Avenue, em Grand Junction
- Pitkin Avenue, em Pueblo